# Transport publiczny w Tallinnie
Transport publiczny w Tallinnie składa się z autobusów, tramwajów, trolejbusów, kolei i promów. Tallinn jest jedynym miastem posiadającym sieć tramwajową lub trolejbusową w kraju. Od stycznia 2013 roku korzystanie z komunikacji miejskiej jest darmowe dla osób zameldowanych w mieście.
Komunikacją autobusową zarządzała spółka Tallinna Autobussikoondis, a tramwajami i trolejbusami TTTK. 18 lipca 2012 roku zostały one połączone w jedną spółkę Tallinna Linnatransport.

## Autobusy

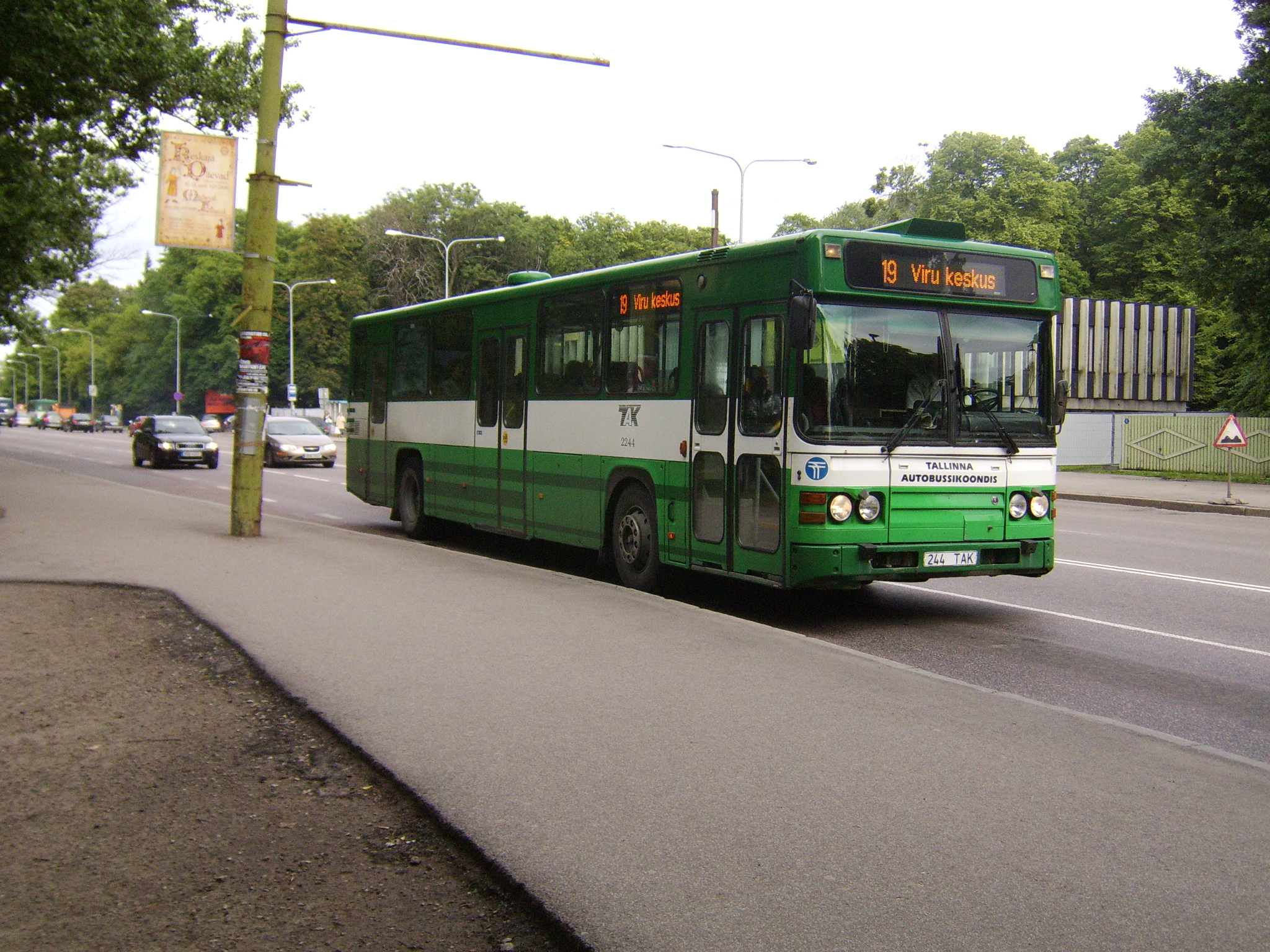
Autobus Tallinna Autobussikoondis

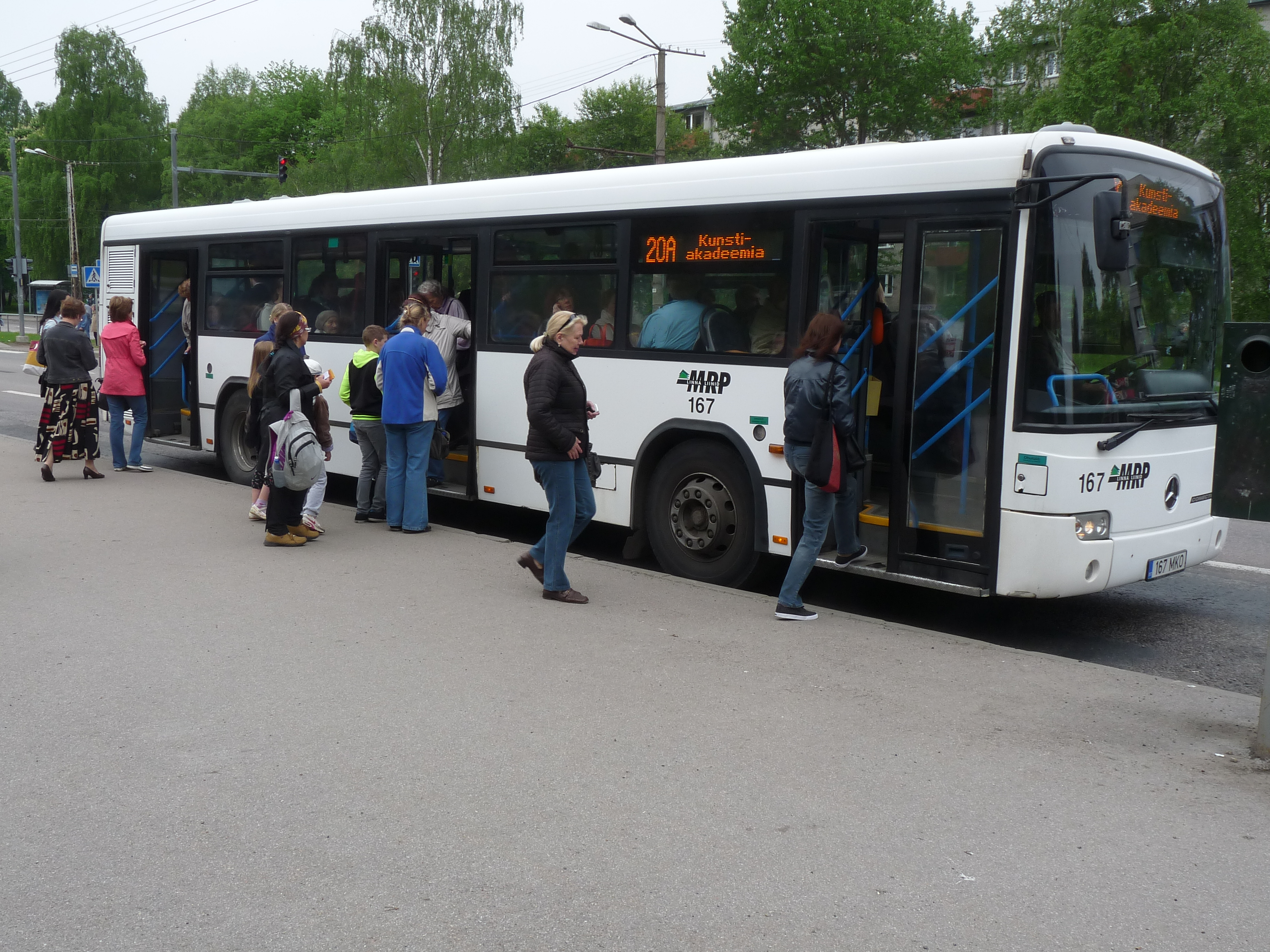
Autobus MRP Linna Liinid

Autobusy stanową główny trzon komunikacji miejskiej w stolicy Estonii. Szczególnie duży jest ich udział w dzielnicach Lasnamäe, Pirita i Nõmme, gdzie nie dociera transport trolejbusowy i tramwajowy. W latach 1994–2019 częścią połączeń, oprócz Tallinna Linnatranspordi AS, zarządzała MRP Linna Liinid.

## Tramwaje

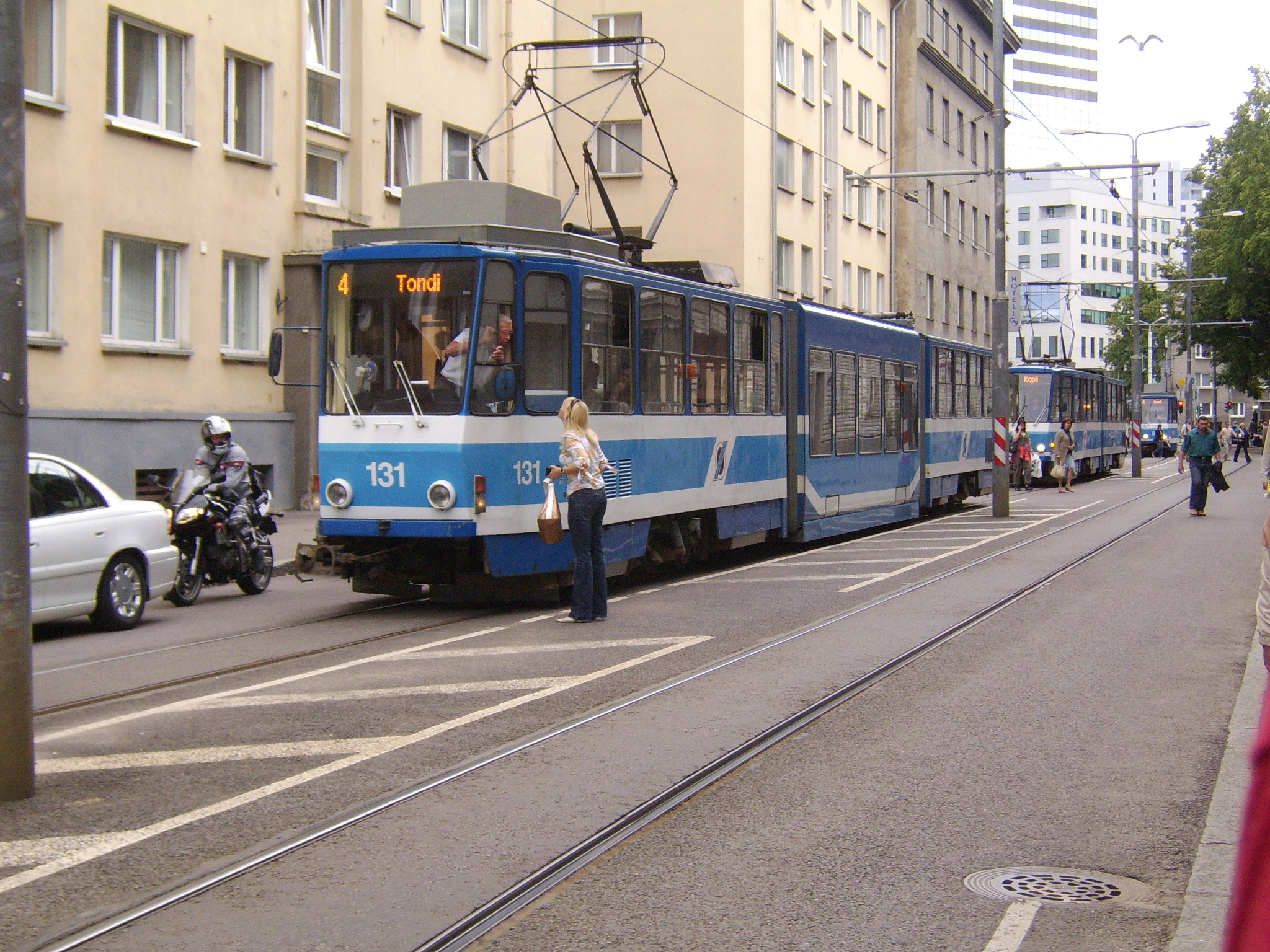
Tatra KTNF6 w Tallinnie

Sieć tramwajowa w Tallinnie jest stosunkowo krótka – ma 16,5 km. Porusza się po niej pięć linii tramwajowych. Pierwsza linia tramwaju konnego uruchomiona została w 1888 roku. Tramwaje elektryczne pojawiły się w 1925 roku.
Tabor tramwajowy w Tallinnie składa się z tramwajów CAF Urbos, Tatra KT4 oraz Tatra KT6. Rozstaw szyn wynosi 1067 mm.

## Trolejbusy

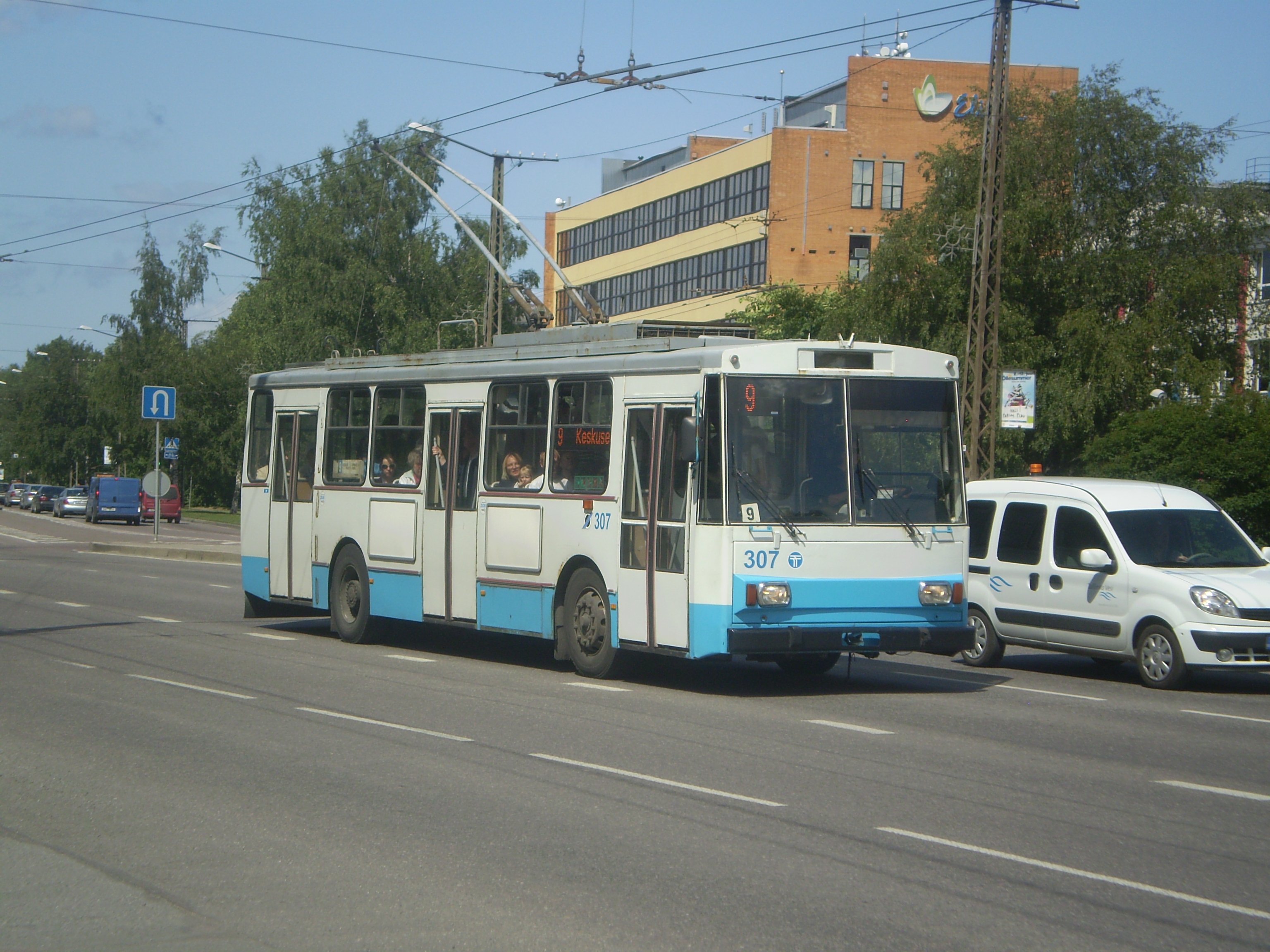
Trolejbus Škoda 14Tr

Transport trolejbusowy uruchomiono w Tallinnie w 1965 roku. Obecnie składa się on z 5 linii. Trolejbusy obsługują głównie dzielnice Mustamäe i Haabersti. Z początku linie trolejbusowe obsługiwane były przez pojazdy ZiU-5, potem zastąpiono je nowszymi Škoda 14Tr i 15Tr. Od 2002 roku te ostatnie zastępuje się polskimi Solaris Trollino 18 oraz Trollino 12.

## Pociągi podmiejskie
Kolej podmiejska obsługiwana jest przez Elron. Korzystają z nich głównie mieszkańcy podtallińskich miejscowości, jak również dzielnicy Nõmme. Komunikacja w obrębie miasta jest darmowa dla mieszkańców. Granicznymi stacjami są: Vesse w Sõjamäe, Laagri oraz Männiku. Centralną stacją jest Balti jaam.

## Promy
Połączenia promowe do tallińskich wysp Aegna i Naissaar realizowane są przez operatora Kihnu veeteed.
Dalekobieżne promy, głównie do Helsinek odpływają ze zlokalizowanego w centrum portu Vanasadam.